# Rhodésie
«  Rhodésien » redirige ici. Ne pas confondre avec Rodézien ni Rodésien.
1889

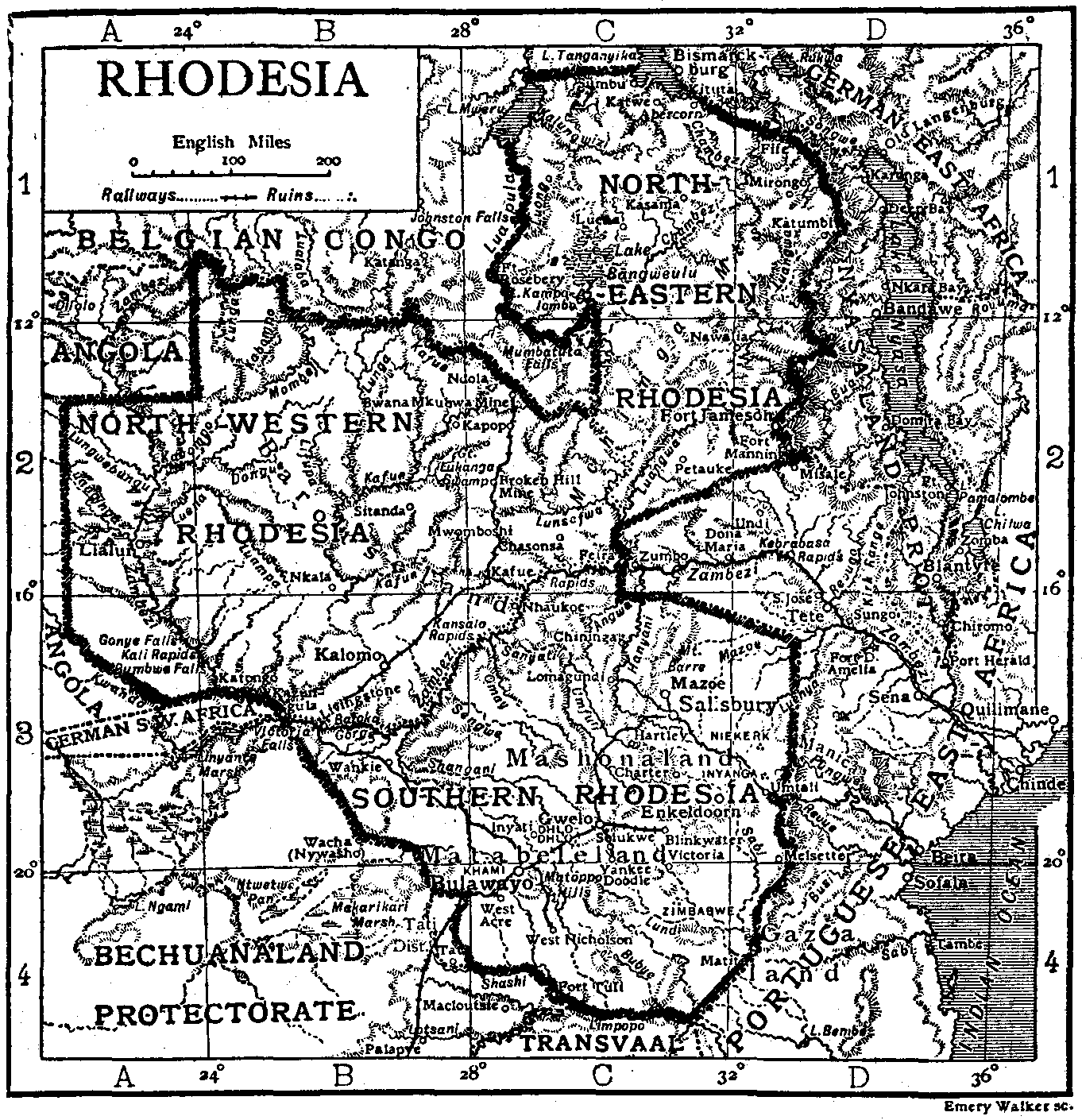
Carte des territoires de Rhodésie en 1911.

Le nom de Rhodésie (Rhodesia en anglais), utilisé à partir de 1892 par la plupart des premiers colons pour désigner les possessions de la British South Africa Company (BSAC) en Afrique australe dans la région du bassin du Limpopo-Zambèze, est officialisé par la BSAC en mai 1895 et par le Royaume-Uni en 1898. Le nom rend hommage à Cecil Rhodes, homme d'affaires britannique, premier ministre de la colonie du Cap, fondateur et administrateur de la BSAC (le nom faillit être celui de Cecilia, en l’honneur de la marquise de Salisbury).
Plus particulièrement, les territoires jusque-là divisés en Zambézie du Nord et Zambézie du Sud en amont et en aval du fleuve Zambèze, sont baptisés Rhodésie du Nord (actuelle Zambie) en 1911 et Rhodésie du Sud (actuel Zimbabwe) en 1901. De 1964 à 1979, après l'indépendance de la Zambie, le nom de Rhodésie servit à désigner la Rhodésie du Sud, notamment après sa déclaration d'indépendance en 1965. En 1979, ce territoire fut brièvement appelé Zimbabwe-Rhodésie avant de reprendre son nom colonial de Rhodésie du Sud puis d'être rebaptisé Zimbabwe en 1980. 
Le terme de Rhodésie désigne encore parfois la région du Sud-Est de l'Afrique qui regroupe les États de Zambie et du Zimbabwe, ainsi que le Malawi. Diverses espèces animales actuelles ou fossiles découvertes ou décrites en Rhodésie ont reçu l'épithète spécifique rhodesiensis ou rhodesiense, notamment Homo rhodesiensis, une espèce humaine ayant vécu au Pléistocène moyen.

## Origines des territoires
Quand les colons et salariés européens de la British South Africa Company s'établissent dans le bassin du Limpopo-Zambèze à partir de 1890, ces territoires sont alors connus sous les noms de Mashonaland, Matabeleland et Barotseland. Plusieurs noms sont proposés pour désigner ces territoires, notamment "Zambesia" (ou Zambézie en français), "Charterland" ou territoires de la BSAC. 
Le nom de « Rhodesia » commence à être utilisé informellement par les premiers colons puis par les médias régionaux en 1891, et est une déclinaison du nom de Cécil Rhodes. Le premier journal imprimé dans le territoire, à Salisbury, prend le nom de  The Rhodesia Herald (1892) mais ce n'est qu'en 1895 que le nom est officiellement adopté par la BSAC et reconnu par le gouvernement britannique en 1898. 

## Évolution de l’appellation

### Territoire de la Zambie
- 1890-1893 : Rhodésie du Nord-Ouest (sous administration de la compagnie à charte British South Africa Company (BSAC)
- 1893-1897 : Rhodésie du Nord-Ouest et Rhodésie du Nord-Est (Protectorat)
- 1897-1899 : Rhodésie du Nord-Est (administration de la BSAC)
- 1899-1911 : Barotseland-Rhodésie du Nord-Ouest et Rhodésie du Nord-Est (administration de la BSAC)
- 1911-1924 : Rhodésie du Nord (protectorat sous administration de la BSAC)
- 1924-1953 : Protectorat britannique de Rhodésie du Nord ;
- 1953-1964 : Fédération de Rhodésie et du Nyassaland — territoire de Rhodésie du Nord
- Depuis 1964 : République de Zambie

### Territoire du Zimbabwe

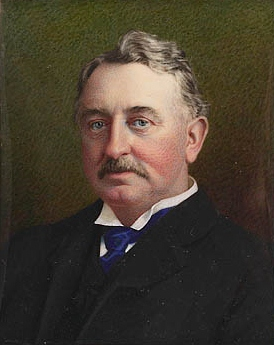
Cecil Rhodes (1853-1902).

- 1888-1894 : Mashonaland et Matabeleland (protectorat sous administration de la BSAC)
- 1894-1895 : Territoires du Mashonaland-Zambézie du Sud et du Matabeleland
- 1895-1901 : Protectorat de Rhodésie et de Zambézie du Nord
- 1901-1923 : Rhodésie du Sud-Zambézie du Sud
- 1923-1953 : Rhodésie du Sud (colonie britannique avec gouvernement responsable)
- 1953-1964 : Fédération de Rhodésie et du Nyassaland — territoire de Rhodésie du Sud avec gouvernement responsable
- 1964-1965 : Rhodésie du Sud (colonie britannique avec gouvernement responsable)
- 1965-1979 : Rhodésie (déclaration unilatérale d'indépendance en 1965 ; République en 1970)
- 1979 : Zimbabwe-Rhodésie
- 1979-1980 : Rhodésie du Sud (colonie britannique)
- depuis 1980 : République du Zimbabwe